# Grande Prêmio do Japão de 1992
Resultados do Grande Prêmio do Japão de Fórmula 1 realizado em Suzuka em 25 de outubro de 1992. Décima quinta etapa do campeonato, foi vencido pelo italiano Riccardo Patrese, da Williams-Renault, com Gerhard Berger em segundo pela McLaren e Martin Brundle em terceiro pela Benetton.

## Resumo
- Última vitória de Riccardo Patrese na Fórmula 1.[5]
- Primeira corrida do holandês Jan Lammers desde 1982.
- Única prova em que Christian Fittipaldi e a equipe Minardi pontuaram na temporada.
- Primeira corrida de Nicola Larini no campeonato. O italiano substituiu Ivan Capelli na Ferrari, que demitira o compatriota após uma temporada abaixo do esperado.

## Classificação da prova

### Treinos
| Pos.    | Nº | Piloto               | Construtor           | Q1       | Q2        | Dif.    |
| ------- | -- | -------------------- | -------------------- | -------- | --------- | ------- |
| 1       | 5  | Nigel Mansell        | Williams-Renault     | 1:37.360 | 2:07.703  | —       |
| 2       | 6  | Riccardo Patrese     | Williams-Renault     | 1:38.219 | 2:13.971  | + 0.859 |
| 3       | 1  | Ayrton Senna         | McLaren-Honda        | 1:38.375 | s/ tempo  | + 1.015 |
| 4       | 2  | Gerhard Berger       | McLaren-Honda        | 1:40.296 | s/ tempo  | + 2.936 |
| 5       | 19 | Michael Schumacher   | Benetton-Ford        | 1:40.922 | 11:12.418 | + 3.562 |
| 6       | 12 | Johnny Herbert       | Lotus-Ford           | 1:41.030 | s/ tempo  | + 3.670 |
| 7       | 11 | Mika Häkkinen        | Lotus-Ford           | 1:41.415 | s/ tempo  | + 4.055 |
| 8       | 26 | Erik Comas           | Ligier-Renault       | 1:42.187 | s/ tempo  | + 4.827 |
| 9       | 4  | Andrea de Cesaris    | Tyrrell-Ilmor        | 1:42.361 | s/ tempo  | + 5.001 |
| 10      | 25 | Thierry Boutsen      | Ligier-Renault       | 1:42.428 | s/ tempo  | + 5.068 |
| 11      | 28 | Nicola Larini        | Ferrari              | 1:42.488 | s/ tempo  | + 5.128 |
| 12      | 23 | Christian Fittipaldi | Minardi-Lamborghini  | 1:42.617 | s/ tempo  | + 5.257 |
| 13      | 20 | Martin Brundle       | Benetton-Ford        | 1:42.626 | s/ tempo  | + 5.266 |
| 14      | 24 | Gianni Morbidelli    | Minardi-Lamborghini  | 1:42.627 | 2:10.260  | + 5.267 |
| 15      | 27 | Jean Alesi           | Ferrari              | 1:42.824 | s/ tempo  | + 5.464 |
| 16      | 10 | Aguri Suzuki         | Footwork-Mugen/Honda | 1:43.029 | s/ tempo  | + 5.669 |
| 17      | 32 | Stefano Modena       | Jordan-Yamaha        | 1:43.117 | 2:19.944  | + 5.757 |
| 18      | 29 | Bertrand Gachot      | Venturi-Lamborghini  | 1:43.156 | s/ tempo  | + 5.796 |
| 19      | 22 | Pierluigi Martini    | Dallara-Ferrari      | 1:43.251 | s/ tempo  | + 5.891 |
| 20      | 30 | Ukyo Katayama        | Venturi-Lamborghini  | 1:43.488 | 5:40.775  | + 6.128 |
| 21      | 3  | Olivier Grouillard   | Tyrrell-Ilmor        | 1:43.941 | s/ tempo  | + 6.581 |
| 22      | 21 | J. J. Lehto          | Dallara-Ferrari      | 1:44.037 | s/ tempo  | + 6.677 |
| 23      | 16 | Jan Lammers          | March-Ilmor          | 1:44.075 | s/ tempo  | + 6.715 |
| 24      | 9  | Michele Alboreto     | Footwork-Mugen/Honda | 1:44.149 | 2:25.413  | + 6.789 |
| 25      | 33 | Maurício Gugelmin    | Jordan-Yamaha        | 1:44.253 | s/ tempo  | + 6.893 |
| 26      | 17 | Emanuele Naspetti    | March-Ilmor          | 1:47.303 | s/ tempo  | + 9.943 |
| Fontes: |    |                      |                      |          |           |         |

### Corrida
| Pos.    | Nº | Piloto               | Construtor           | Voltas | Tempo/Diferença | Grid | Pontos |
| ------- | -- | -------------------- | -------------------- | ------ | --------------- | ---- | ------ |
| 1       | 6  | Riccardo Patrese     | Williams-Renault     | 53     | 1:33:09.533     | 2    | 10     |
| 2       | 2  | Gerhard Berger       | McLaren-Honda        | 53     | + 13.729        | 4    | 6      |
| 3       | 20 | Martin Brundle       | Benetton-Ford        | 53     | + 1:15.503      | 13   | 4      |
| 4       | 4  | Andrea de Cesaris    | Tyrrell-Ilmor        | 52     | + 1 volta       | 9    | 3      |
| 5       | 27 | Jean Alesi           | Ferrari              | 52     | + 1 volta       | 15   | 2      |
| 6       | 23 | Christian Fittipaldi | Minardi-Lamborghini  | 52     | + 1 volta       | 12   | 1      |
| 7       | 32 | Stefano Modena       | Jordan-Yamaha        | 52     | + 1 volta       | 17   |        |
| 8       | 10 | Aguri Suzuki         | Footwork-Mugen/Honda | 52     | + 1 volta       | 16   |        |
| 9       | 21 | J. J. Lehto          | Dallara-Ferrari      | 52     | + 1 volta       | 22   |        |
| 10      | 22 | Pierluigi Martini    | Dallara-Ferrari      | 52     | + 1 volta       | 19   |        |
| 11      | 30 | Ukyo Katayama        | Venturi-Lamborghini  | 52     | + 1 volta       | 20   |        |
| 12      | 28 | Nicola Larini        | Ferrari              | 52     | + 1 volta       | 11   |        |
| 13      | 17 | Emanuele Naspetti    | March-Ilmor          | 51     | + 2 voltas      | 26   |        |
| 14      | 24 | Gianni Morbidelli    | Minardi-Lamborghini  | 51     | + 2 voltas      | 14   |        |
| 15      | 9  | Michele Alboreto     | Footwork-Mugen/Honda | 51     | + 2 voltas      | 24   |        |
| Ret     | 5  | Nigel Mansell        | Williams-Renault     | 44     | Motor           | 1    |        |
| Ret     | 11 | Mika Häkkinen        | Lotus-Ford           | 44     | Motor           | 7    |        |
| Ret     | 29 | Bertrand Gachot      | Venturi-Lamborghini  | 39     | Batida          | 18   |        |
| Ret     | 26 | Erik Comas           | Ligier-Renault       | 36     | Motor           | 8    |        |
| Ret     | 16 | Jan Lammers          | March-Ilmor          | 27     | Embreagem       | 23   |        |
| Ret     | 33 | Maurício Gugelmin    | Jordan-Yamaha        | 22     | Rodou           | 25   |        |
| Ret     | 12 | Johnny Herbert       | Lotus-Ford           | 15     | Câmbio          | 6    |        |
| Ret     | 19 | Michael Schumacher   | Benetton-Ford        | 13     | Câmbio          | 5    |        |
| Ret     | 3  | Olivier Grouillard   | Tyrrell-Ilmor        | 6      | Rodou           | 21   |        |
| Ret     | 25 | Thierry Boutsen      | Ligier-Renault       | 3      | Câmbio          | 10   |        |
| Ret     | 1  | Ayrton Senna         | McLaren-Honda        | 2      | Motor           | 3    |        |
| Fontes: |    |                      |                      |        |                 |      |        |

## Tabela do campeonato após a corrida
| Pos.    | Piloto             | Pontos |
| ------- | ------------------ | ------ |
| 1       | Nigel Mansell      | 108    |
| 2       | Riccardo Patrese   | 56     |
| 3       | Ayrton Senna       | 50     |
| 4       | Michael Schumacher | 47     |
| 5       | Gerhard Berger     | 39     |
| Fontes: |                    |        |

| Pos.    | Construtor       | Pontos |
| ------- | ---------------- | ------ |
| 1       | Williams-Renault | 164    |
| 2       | McLaren-Honda    | 89     |
| 2       | Benetton-Ford    | 81     |
| 4       | Ferrari          | 18     |
| 5       | Lotus-Ford       | 13     |
| Fontes: |                  |        |

- Nota: Somente as primeiras cinco posições estão listadas e os campeões da temporada surgem grafados em negrito.